# Heinrich XIII. (Bayern)

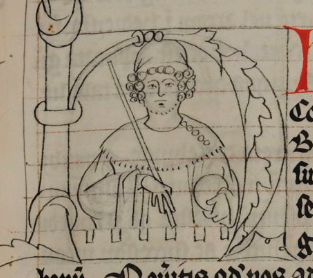
Porträt aus dem Liber Fundatorum Zwetlensis

Heinrich von Wittelsbach (* 19. November 1235; † 3. Februar 1290 in Burghausen) aus dem Hause Wittelsbach war als Heinrich XIII. ab 1253 Herzog von Bayern und der Pfalz, ab 1255 als Heinrich I. Herzog von Niederbayern, womit er die Hauslinie Wittelsbach-Niederbayern begründete. Von 1276 bis 1278 war er zudem Statthalter im Herzogtum Österreich, bevor darauf die Herrschaft der Habsburger dort ihren Anfang nahm.

## Leben

### Frühe Jahre und Regierungsbeginn
Heinrich XIII. war ein Sohn Herzogs Ottos II. und der Welfin Agnes von Braunschweig. Er wurde 1247 mit Elisabeth von Ungarn, der Tochter König Belas IV., verlobt.
1253 versuchte er, der Zweitgeborene, mithilfe seines Schwiegervaters das Herzogtum Steiermark für sich zu gewinnen, wurde aber von Ottokar II. Přemysl von Böhmen daran gehindert.
Nach dem Tod seines Vaters übernahm Heinrich im November 1253 gemeinsam mit seinem Bruder Ludwig II. die Regierung Bayerns und der Pfalz. Obwohl es gegen geltendes Reichsrecht verstieß, teilten sie 1255 das Land, formal eine Nutzteilung, faktisch aber eine Realteilung. Heinrich bekam das größere, reichere und fruchtbarere Niederbayern und verzichtete damit auf die Pfalz, die zusammen mit Oberbayern zum Herrschaftsbereich Ludwigs gehörte. Er leitete ab 1255 den ersten großen Ausbau der Burg zu Burghausen ein, die ihm und nachfolgenden Herzögen von Niederbayern zusammen mit der Burg Trausnitz in Landshut als Residenz diente, und später zur längsten Burganlage Europas ausgebaut werden sollte. Eine Reihe von baulichen Elementen aus seiner Zeit sind heute noch auf der Burg zu Burghausen erhalten, wie die innere Schlosskapelle, die als eines der beeindruckendsten frühgotischen Baudenkmäler in der Region gilt.

### Herzog von Niederbayern
Heinrich zog sich mit der Landesteilung auch den Unmut der Bischöfe seines Landesteils, Passau, Regensburg und Salzburg, zu, die gleichzeitig zur eben neu geschaffenen böhmisch-österreichischen Monarchie Ottokars von Böhmen gehörten. Deshalb schloss der Passauer Bischof Otto von Lonsdorf 1257 mit Ottokar II. ein Schutz- und Trutzbündnis gegen die bayerischen Herzöge. Im August 1257 drang der böhmische König nach Niederbayern ein und rückte bis Altfraunhofen südlich der Residenzstadt Landshut vor. Mit Unterstützung seines Bruders konnte Heinrich Ottokar 1258 bei Mühldorf am Inn zurückschlagen. Die Einigkeit zwischen den Brüdern war allerdings nicht von Dauer, später gab es ständige Zwistigkeiten und Kriege zwischen ihnen.
Ein weiterer Krieg zwischen Heinrich und Ottokar entstand 1257 auch um den Salzburger Streit zwischen Philipp von Kärnten und Ulrich von Seckau, in dem sich auch sein Bruder gegen ihn stellte, und Heinrich verlor die Hoheit über das Erzstift Salzburg und das Stift Passau.
1262 und 1263 zog Heinrich dann zweimal gegen Salzburg, wurde aber zurückgeschlagen. Er zerstörte jedoch 1262 im Gebiet des heutigen Bad Reichenhall die salzburgischen Burgen Kirchberg, Vager und Amerang, die in der Folge nicht mehr aufgebaut wurden. Ein dritter Angriff 1264 hatte Erfolg, und er zog in Salzburg ein. Bald darauf wurde er vom Papst zum Rückzug angewiesen. 1266 wandte er sich gegen Passau und brandschatzte die Stadt. Mit der Anerkennung der Grenzen des Landes Salzburg im Raum des heutigen Rupertiwinkels durch Herzog Heinrich XIII. begann der letzte Abschnitt der Ablösung des Erzbistums Salzburg von Bayern: 1275 wurde Salzburgs westliche Grenze zum Chiemgau durch den niederbayerischen Herzog bestätigt.
In den weiteren Konflikten zwischen dem habsburgischen König Rudolf I., den böhmischen Přemysliden und den ungarischen Arpaden um die Ansprüche am Babenberger-Erbe wechselte Heinrich dann mehrfach die Fronten. In den 1260ern war er Parteigänger seiner ungarischen Schwiegerfamilie (Bela IV., Stephan V.) gegen den Böhmen Ottokar. Im Juli 1271, kurz nach den Gefechten an der Leitha, drang er ins böhmische Österreich oberhalb der Enns ein und plünderte dort. Schon im Friedensvertrag von Preßburg (3. Juli) verzichtete Stephan V. aber endgültig auf die Nachfolge, und starb bald darauf. 1273 wurde Rudolf von Habsburg zum König gekürt und es begannen dessen Auseinandersetzungen mit Ottokar von Böhmen. Heinrich wandte sich gegen den Habsburger, sein Bruder war dagegen zum Parteigänger Rudolfs geworden und auch dessen Schwiegersohn als Gemahl seiner ältesten Tochter Mathilde. Auch Ladislaus IV., sein angeheirateter Neffe als neuer König von Ungarn, wandte sich Rudolf zu und entzog Heinrich die Unterstützung. Heinrich hingegen unterzeichnete schon im Januar 1273 ein Schutz- und Trutzbündnis mit Ottokar, und im Oktober 1274 trafen sie sich in Písek, um die Opposition gegen den neuen König zu besprechen. Sie verweigerten Rudolf die Huldigung. Auf dem Reichstag in Nürnberg November 1274 wurden sie, wie andere Reichsfürsten auch, aufgefordert, dies nachzuholen. Schon im Mai 1275, auf dem Reichstag in Augsburg, wurden die Babenberger Lehen Ottokar aberkannt (Revindikationspolitik), und im Juni 1275 die Reichsacht über Ottokar verhängt, als er sie nicht herausgegeben hatte. Heinrich aber ging auf Rudolfs Seite über, da Rudolf ihm die Hochzeit zwischen seiner zweitältesten Tochter Katharina und Heinrichs Sohn Otto angeboten hatte, mit der Pacht von Österreich ob der Enns (heutiges Oberösterreich) als Mitgift und einer „Handsalbe“ von 40.000 Mark Silber angereichert, und das Mitkurrecht zusicherte. Rudolf stiftete am 29. Mai 1276 auch einen Friedensschluss zwischen Ludwig und Heinrich, König Ottokar verlor damit seinen wichtigsten Verbündeten.
Über die Donau, wo er sich mit einem Aufgebot Heinrichs traf, zog Rudolf gegen Ottokar und erzwang im Oktober 1276 die Rückgabe Österreichs an das Reich. Heinrich wurde per 21. November 1276 als Vikar (Statthalter) in Österreich eingesetzt, und blieb bis Juni 1278 im Amt. Dann wechselt er aber wieder in das Lager Ottokars, vermutlich, weil sich die abgesprochene Heirat der Kinder verzögerte; die Niederbayern kämpften daher in der Schlacht bei Dürnkrut und Jedenspeigen (26. August 1278) unter böhmischer Flagge. 1279 besetzte Rudolf auch Oberösterreich, Trotzdem scheint Rudolf Heinrich den Verrat verziehen zu haben, wie er denn nach Dürnkrut allgemein eine Aussöhnungspolitik gegenüber den Reichsfürsten betrieb. 1279 schlossen Otto und Katharina in Wien den Ehebund, wenn auch die Pacht in Oberösterreich hinfällig und die Mitgift auf 3000 Mark herabgesetzt wurde.
1280 stiftete er das Kloster Sankt Peter und Paul in Landshut
Im Mai 1281 belehnte Rudolf seinen Sohn Albrecht mit Österreich, womit auch Heinrichs Aussichten im Osten endgültig beendet waren und er als Herzog eines im Reich nur geduldeten Territoriums verblieb, seine Söhne mussten – wie er mit seinem Bruder – das Erbe in gemeinsamer Regentschaft antreten.
1286 kam es zum Streit zwischen Ludwig und Heinrich. Heinrich brannte daher die Burg von Schwaben nieder. König Rudolf setzte ein Schiedsgericht ein und bayerische Grafen und Bischöfe wurden beauftragt, den Frieden zwischen den Brüdern zu überwachen.
1289 verlor Heinrich – auch wegen fehlender Unterstützung durch seinen Bruder Ludwig – die Kurstimme Bayerns an das Königreich Böhmen unter Wenzel II., wodurch Bayern seinen bedeutenden Einfluss in der Reichspolitik zunächst einbüßte.
Heinrich starb 1290 und wurde im Kloster Seligenthal begraben.

## Dynastische Bedeutung
Heinrich war der Begründer der niederbayerischen Linie der Wittelsbacher, die kurzzeitig auch in Ungarn zur Regierung gelangte, im Jahre 1340 ausstarb und von den Nachkommen seines oberbayerischen Bruders Ludwig beerbt wurde.

## Familie
Er heiratete 1250 Elisabeth von Ungarn (* 1236, † 1271), die Tochter des Béla IV. venerabilis, Königs von Ungarn und Kroatien, Herzogs der Steiermark, aus dem Geschlecht der Árpáden und der Maria Laskaris von Nicäa, Tochter des byzantinischen Kaisers Theodoros I. Mit ihr hatte er sieben Kinder:
- Elisabeth (1258–1314) starb als Nonne in Kloster Seligenthal[8]
- Otto III. (1261–1312) ⚭ 1279 in Wien mit Katharina von Habsburg (1256?–1282), Tochter Rudolfs I.
- Heinrich (1262–1280)
- Sophie (1264–1284) ⚭ 1277 in Landshut mit Poppo VIII von Henneberg (1279–1291)
- Katharina  (1267–1310) ⚭ 1277 mit Friedrich Tuta, Markgraf der Lausitz
- Ludwig III. (1269–1296), ledig und kinderlos verstorben
- Stephan I. (1271–1310) ⚭ 1297 mit Jutta (Judith) von Schweidnitz (1285/87–1320), Tochter Herzogs Bolko I.